# 知里幸惠

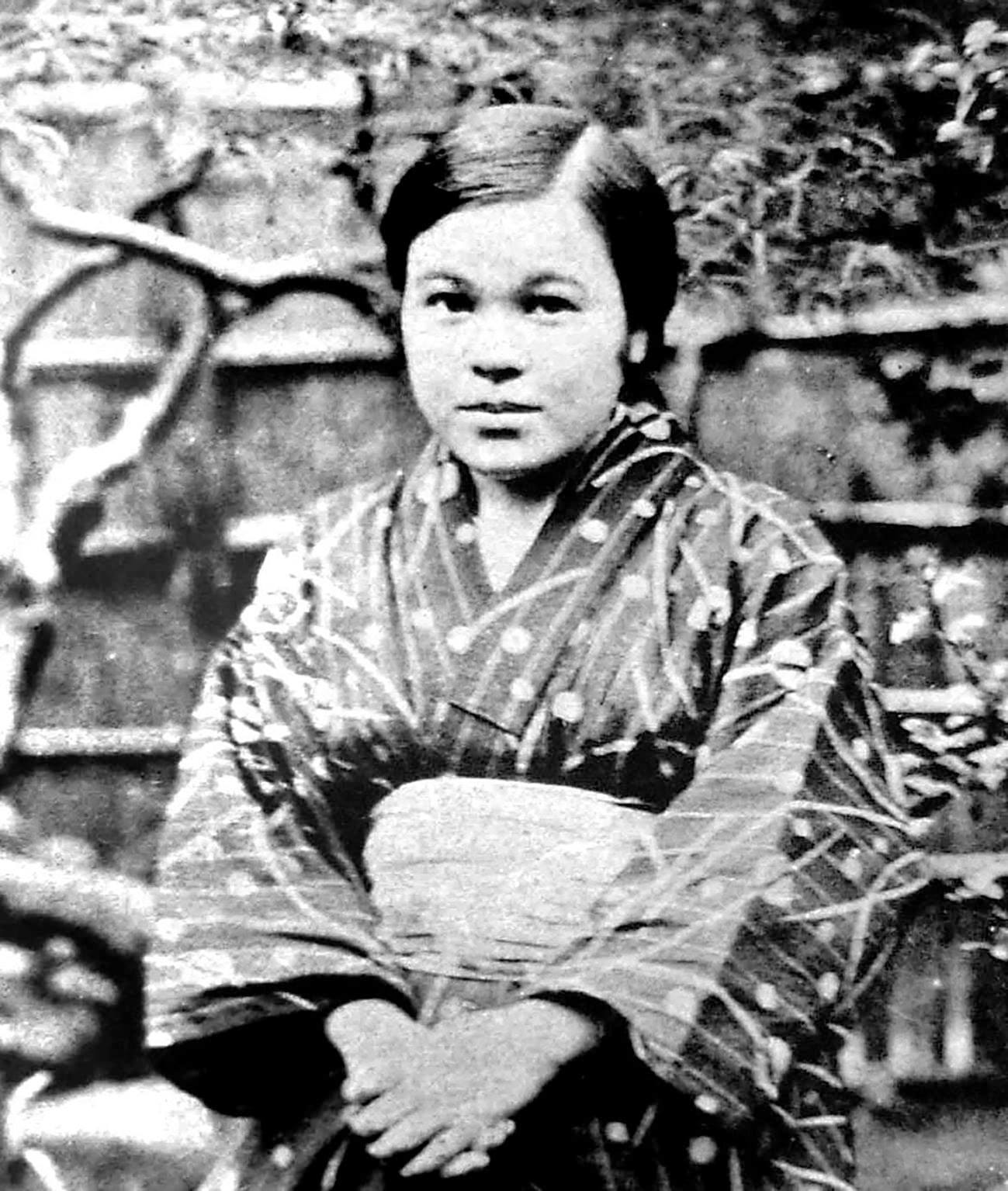
知里幸惠。照片為她辭世前2個月，大正11年(1922年)7月住在東京金田一京助住家庭院所拍攝。

知里幸惠（日语：／ Chiri Yukie1903年6月8日—1922年9月18日），為北海道登別市出身的愛努人女性，《愛努神謠集》的編撰者，短暫的人生致力於復振、搶救瀕臨滅絕的愛努族傳統文化。

## 生平
知里幸惠1903年（明治36年）6月8日生於北海道幌別郡（現為登別市、札幌市往南約100公里），父名高吉、母名ナミ（Nami）。知里幸惠出生時，明治政府為防止俄羅斯侵略已在北海道開拓30多年。6歲時被帶到旭川市阿姨家進入小學就讀。最初和大和族小孩同所學校，後來被配置到只有愛努人念的小學裡，以優等的學業成績從愛努人的小學畢業。
後來在旭川繼續升學就讀職業學校(旭川區立女子職業學校)。愛努語和日本語都非常優秀的她，卻是愛努子弟第一次在北海道廳立女子學校的考試中落敗。『明明那麼優秀怎麼會…』『因為是基督徒所以才沒有考上…』鎮上傳著各種流言蜚語。知里幸惠的外婆是優卡爾庫魯 (愛努語：Yukarkuru，日語：ユーカラクル，愛努敘事詩的講述者)，也就是愛努口傳敘事詩卡姆伊優卡爾(カムイユカラ，kamuy yukar，神謠)的傳唱者。愛努神謠卡姆伊優卡爾對於沒有文字的愛努人而言，是子孫傳承其價值觀、道德觀、傳統文化等重要的依據。知里幸惠則是身處在能聽聞到神謠卡姆伊優卡爾的環境下長大。
知里幸惠15歲時，語言學家金田一京助為了記錄愛努傳統文化，拜訪了知里幸惠一家。知里幸惠看見金田一京助熱心訪問、記錄祖母們講述愛努傳統的神謠卡姆伊優卡爾，感受到金田一京助對愛努傳統文化的尊敬及對神謠卡姆伊優卡爾的熱情，開始將神謠卡姆伊優卡爾從愛努語翻譯為日语。最後，知里幸惠接受金田一京助的請求，將愛努神謠卡姆伊優卡爾寫成文字讓後世留存，寄宿於東京文京區金田一京助家繼續完成翻譯工作。
知里幸惠罹患了重度心臟病(當時被診斷為慢性支氣管炎)，卻仍持續翻譯、編集的工作，在1922年（大正11年）9月18日完成《愛努神謠集》，卻在完成當日晚上心臟病發辭世，年僅19歲。翌年1923年（大正12年）8月10日，《愛努神謠集》被收錄在柳田國男所編集的爐邊叢書系列中，由鄉土研究社出版。
知里幸惠弟弟知里真志保是語言學學者，也是第一個成為北海道大學教授的愛努人學者。知里幸惠的愛努神謠集出版以來，從大正末期到昭和之間，這對姊弟的表現被新聞、雜誌等評價為「愛努的天才姊弟」。另一個弟弟知里高央（真志保的哥哥）同樣擔任教職並同時從事愛努語詞彙的研究工作。

## 對後世的影響
知里幸惠的《愛努神謠集》出版，給予愛努民族在進入明治時代瀕臨滅絕危機的愛努文化帶來自信與光芒，成為復振的重要轉機。當時的新聞更大幅報導，讓許多人知道知里幸惠，也認識到愛努的傳統、文化、語言及風俗習慣。如同知里幸惠從金田一京助身上得到啟發一樣，知里幸惠讓許多愛努人意識到自身民族的自信與驕傲。知里幸惠影響其弟知里真志保在語言學、愛努語學領域上的成就，並當上北海道大學第一位愛努人教授。另外，以詩人身份活躍的愛努人森竹竹市、違星北斗等人和知里真志保，同樣都對社會公眾呼籲提升愛努人的社會地位。知里幸惠即是促成愛努人轉變的重要契機。
透過知里幸惠的《愛努神謠集》，使愛努民族對身邊「動物神靈」的寄託、祈求日子幸福的神謠故事(カムイユカラ，kamuy yuka)轉為文字留存於世，對於沒有文字的愛努民族來說是劃時代的創舉。知里幸惠將過去外婆的謠唱，以平易近人的文筆寫下13編故事。從愛努語翻譯到日語，知里幸惠使用愛努語及日語雙語運用自如，將其才能毫無遺憾地發揮，將沒有文字的愛努語原文以羅馬字標音，用日語譯意，使日本人閱讀皆能輕鬆的地朗朗上口。
後來媒體及各地研討會對其作品再評價的呼聲高漲，並興起「知里幸惠」記念館的建設運動，對知里幸惠表達感謝。2008年10月日本NHK的節目『轉動歷史的時刻』在第340集播出知里幸惠紀錄片，節目標題為「眾神之歌再度回到大地—愛努少女．知里幸惠的奮鬥」(神々のうた 大地にふたたび〜アイヌ少女・知里幸恵の闘い〜  )詳細介紹知里幸惠生平。
知里幸惠著作《愛努神謠集》在亞馬遜網路書店的銷售量，入榜為暢銷排名前十名，此外《愛努神謠集》更有法語、英语、俄語翻譯本，2006年1月法國作家让-马里·古斯塔夫·勒克莱齐奥到知里幸惠的墓前參拜，報告其法語版出版。

## 年表
- 1923年（大正12年）『愛努神謠集』出版。
- 1970年（昭和45年）絕版的『愛努神謠集』由札幌弘南堂書店再版[4]。
- 1973年（昭和48年） 藤本英夫評知里幸恵的『下吧！下吧！降下銀色的甘霖吧！ 』出版[4]。
- 1977年（昭和52年）岩波文庫再版『愛努神謠集』[4]。
- 1990年 知里幸惠文學碑落成在知里幸惠和阿姨、外婆一起生活過的旭川，由荒井和子發起向市民募款，立碑在旭川近文的北門中學校內。每年知里幸惠的生日6月8日由近文的愛努人們舉辦知里幸惠誕辰紀念活動。
- 1997年7月1日 施行愛努文化振興法（日语：アイヌ文化振興法），廢除北海道舊土人保護法（日语：北海道旧土人保護法）。
- 2000年開始，在知里幸惠的出生地登別市每年在知里幸會祭日9月18日前的連假舉行，以愛努神謠卡姆伊優卡爾 (カムイユカラ)為核心的愛努文化相關活動，由知里幸惠的姪女知里むつみ(Chiri Mutsumi)及其非營利組織「知里森舍」主辦。
- 2003年 知里幸恵誕生100週年，在其出生地登別市發起籌措興建知里幸恵紀念館的募款活動。
- 2006年1月 法國加利瑪出版社出版『愛努神謠集』法文版，參與出版工作的小說家津島佑子與法國作家让-马里·古斯塔夫·勒克莱齐奥(Jean-Marie Gustave Le Clézio)來到知里幸惠的墓前參訪。
- 2008年10月15日 日本NHK節目『轉動歷史的時刻（日语：その時歴史が動いた）』播出知里幸惠紀錄片。
- 2010年9月 「知里幸恵 銀之露紀念館」在其出生地登別市揭幕。

## 著作
- アイヌ神謡集, 岩波書店, 1978,  ISBN 9784003208014

## 相關項目
- 金田一京助
- 違星北斗（日语：違星北斗）
- 金成マツ（日语：金成マツ）
- 横山孝雄（日语：横山孝雄）
- バチェラー八重子（日语：バチェラー八重子）

## 相關文獻
- 藤本英夫『銀のしずく降る降る』(新潮選書) 新潮社, 1973
- 大友幸男『金田一京助とアイヌ語』三一書房、2001年
- 丸山隆司『〈アイヌ〉学の誕生-金田一と知里と』彩流社、2002年
- 藤本英夫『知里幸恵 十七歳のウエペケレ』草風館 2002年
- 北海道文学館（編）『知里幸恵「アイヌ神謡集」への道』東京書籍、2003年
- 知里森舎（編）『知里幸恵ノート（復刻版）』知里森舎、2003年
- 村井紀（日语：村井紀）『南島イデオロギーの発生―柳田国男と植民地主義』 岩波書店、2004年（岩波現代文庫=初出1992年、福武書店）
- 西成彦（日语：西成彦）・崎山政毅編『異郷の死-知里幸恵、そのまわり』人文書院（日语：人文書院）、2007年
- 安田敏朗（日语：安田敏朗）『金田一京助と日本語の近代』平凡社新書、2008年
- 三条和都(著)『知里幸恵とアイヌ 豊かなアイヌ文化を初めて文字で表現した天才少女 』 （小学館版学習まんが人物館）小学館、2017年

## 外部連結
- 台灣愛努文化協會
- YouTube阿伊努族少女‧知里幸恵的奮鬥 （页面存档备份，存于）
- 原教界78期認識愛努族：愛努文學
- 知里幸恵 銀のしずく記念館 （页面存档备份，存于）
- ようこそ知里森舎へ （页面存档备份，存于）
- 知里 幸恵：作家別作品リスト （页面存档备份，存于）（青空文庫）